# Racing Club Brussel
Racing Club Brussel was een Belgische voetbalclub uit Brussel. De ploeg was aangesloten bij de KBVB met stamnummer 6. Racing Club Brussel was een van de grootste clubs uit Brussel in de eerste jaren van de Belgische competitie en behaalde verschillende landstitels. De club ging geleidelijk achteruit, tot men in 1963 fuseerde met White Star Woluwé AC in Royal Racing White (en later RWDM), waarbij het stamnummer 47 van White Star zou behouden blijven. Om het schrappen van stamnummer 6 te vermijden, verwisselde de club van stamnummer met K. Sport Sint-Genesius-Rode, deze club is zo op papier de opvolger van Racing Club, hoewel het achterliggend om een andere club gaat. De oude club leeft nog voort in hockeyclub Royal Racing Club de Bruxelles.

## Geschiedenis
Racing Club werd als atletiekclub opgericht in 1891 in Koekelberg. In 1894 startte deze club met een voetbalafdeling, Racing Foot-Ball Club. De club speelde met zwart-witte kleuren en zou enkele decennia later bij de invoering van de stamnummers het nummer 6 toegewezen krijgen. In 1895 sloot de club aan bij de UBSSA (voorloper van de KBVB) als Racing Club de Bruxelles. Aanvankelijk speelde de club op een terrein waar zich nu de Basiliek van Koekelberg bevindt, maar men verhuisde al snel naar de wielerbaan van Longchamps in Ukkel en in 1902 naar het Stade du Vivier d'Oie, eveneens in Ukkel, waar de club tot 1948 zou spelen.
De club was een van de grootheden in de eerste jaren van het competitievoetbal in België. In 1896/97 pakte Racing CB zijn eerste landstitel. De club zette zijn sterkste reeks neer van 1900 tot 1903, toen men viermaal naeen landskampioen werd. In 1908 pakte Racing Club zijn laatste titel; de volgende jaren bleef men in de subtop hangen. De ploeg pakte in 1912 ook de eerste Beker van België voor clubs, maar speelde na de Eerste Wereldoorlog niet vaak meer mee voor de prijzen.
In 1921 kreeg de club de koninklijke titel en werd Royal Racing Club de Bruxelles. In 1925 volgde een eerste seizoen in Tweede Klasse. In de jaren 30 ging Racing Club verder op en neer tussen Eerste en Tweede Klasse en belandde zelfs voor één seizoen in Derde Klasse, toen de bevorderingsreeks. Racing Club kon zich na de Tweede Wereldoorlog weer enkele jaren onafgebroken handhaven in de hoogste klasse.
Het Stade du Vivier d'Oie was te verouderd en op 11 november 1948 werd het Drie Lindenstadion in Watermaal-Bosvoorde, een stadion voor 40.000 toeschouwers ingewijd. De eerste wedstrijd was een galawedstrijd tegen AC Torino, destijds gekend als Il Grande Torino, het elftal dat in mei 1949 zou omkomen in de vliegtuigramp bij Superga. Racing Club zou het Drie Lindenstadion nooit laten vollopen, in de jaren 50 zakte de club definitief weg, opnieuw tot in Derde Klasse. In 1954 kon de Club de aflossingen voor het stadion niet meer betalen. Racing verhuisde naar het Heizelstadion.
In 1963 zou Racing Club dan fusioneren met de Elsense ploeg White Star AC. Om het schrappen van stamnummer 6 te vermijden, verwisselde de club van stamnummer met K. Sport Sint-Genesius-Rode, bij de voetbalbond aangesloten met stamnummer 1274. Onder dit stamnummer ging Racing Club Brussel dus de fusie aan, en het was dan ook dit stamnummer dat werd geschrapt. Sint-Genesius-Rode onder stamnummer 6 is zo op papier de opvolger van Racing Club, hoewel het achterliggend om een andere club gaat.
Later zou de naam Racing Club nog opnieuw opduiken. Op 28 augustus 1985 werd een nieuwe aparte club Racing Club Brussel opgericht door Léopold Vandenschrik, met stamnummer 9012, die op 1 juli 1989 fusioneerde met SK Watermaal (stamnummer 7759) maar daarbij de naam "Racing Club Brussel" behield en speelde met het stamboeknummer 7759. Op 7 juli 1991 fusioneerde dat "Racing Club Brussel" met KRC Bosvoorde (stamboek 556), indertijd zelf ontstaan uit een fusie op 8 september 1926 tussen "Carloo Football Club Uccle" en "Union Sportive Boitsfortoise", dat toen lid was van de Belgische Liga, een concurrent van de KBVB. Op deze manier was ook het oude stadion terug bij een ploeg met de naam Racing Brussel. Enkel het oorspronkelijke stamnummer had deze ploeg niet. In 2004 werd de naam trouwens RRC de Boitsfort, deze ploeg speelt in de provinciale reeksen.
Ook in 2005 dook de naam nog eens op, toen weer een nieuwe club met de naam RRC de Bruxelles 1891 werd opgericht (stamnummer 9473).

## Erelijst
Belgisch landskampioen
winnaar (6): 1896/97, 1899/1900, 1900/01, 1901/02, 1902/03, 1907/08
tweede (4): 1897/98, 1903/04, 1904/05, 1906/07
Beker van België
winnaar (1): 1912
Individuele trofeeën
Enkele spelers behaalden een prijs toen ze voor de club speelden:
Topscorer
1912 en 1914 (Maurice Bunyan), 1924 (Charles Jooris)

## Resultaten
| Seizoen | Klasse | Klasse | Klasse | Klasse | Klasse | Reeks                                     | Punten                                    | Opmerkingen                                                              |
|         | I      | I      | II     | P.I    |        |                                           |                                           |                                                                          |
| ------- | ------ | ------ | ------ | ------ | ------ | ----------------------------------------- | ----------------------------------------- | ------------------------------------------------------------------------ |
| 1895/96 | 4      | 4      |        |        |        | Ere Afdeling                              | 12                                        |                                                                          |
| 1896/97 | 1      | 1      |        |        |        | Ere Afdeling                              | 18                                        |                                                                          |
| 1897/98 | 2      | 2      |        |        |        | Ere Afdeling                              | 10                                        |                                                                          |
| 1898/99 | 2      | 2      |        |        |        | Ere Afdeling                              | 8                                         |                                                                          |
| 1899/00 | 1      | 1      |        |        |        | Ere Afdeling                              | 14                                        |                                                                          |
| 1900/01 | 1      | 1      |        |        |        | Ere Afdeling                              | 26                                        |                                                                          |
| 1901/02 | 1      | 1      |        |        |        | Ere Afdeling A                            | 19                                        | Kampioen na 4-3 winst tegen R. Léopold FC in testmatch voor de titel     |
| 1902/03 | 1      | 1      |        |        |        | Ere Afdeling B                            | 12                                        | Winst in eindronde om het kampioenschap                                  |
| 1903/04 | 1      | 1      |        |        |        | Ere Afdeling B                            | 11                                        | Tweede in eindronde om het kampioenschap                                 |
| 1904/05 | 2      | 2      |        |        |        | Ere Afdeling                              | 30                                        |                                                                          |
| 1905/06 | 3      | 3      |        |        |        | Ere Afdeling                              | 24                                        |                                                                          |
| 1906/07 | 2      | 2      |        |        |        | Ere Afdeling                              | 25                                        |                                                                          |
| 1907/08 | 1      | 1      |        |        |        | Ere Afdeling                              | 35                                        |                                                                          |
| 1908/09 | 4      | 4      |        |        |        | Ere Afdeling                              | 30                                        |                                                                          |
| 1909/10 | 8      | 8      |        |        |        | Ere Afdeling                              | 19                                        |                                                                          |
| 1910/11 | 5      | 5      |        |        |        | Ere Afdeling                              | 24                                        |                                                                          |
| 1911/12 | 3      | 3      |        |        |        | Ere Afdeling                              | 29                                        |                                                                          |
| 1912/13 | 3      | 3      |        |        |        | Ere Afdeling                              | 31                                        |                                                                          |
| 1913/14 | 5      | 5      |        |        |        | Ere Afdeling                              | 27                                        |                                                                          |
| 1914/15 |        |        |        |        |        |                                           |                                           | Geen competitie door Wereldoorlog I                                      |
| 1915/16 |        |        |        |        |        |                                           |                                           | Geen competitie door Wereldoorlog I                                      |
| 1916/17 |        |        |        |        |        |                                           |                                           | Geen competitie door Wereldoorlog I                                      |
| 1917/18 |        |        |        |        |        |                                           |                                           | Geen competitie door Wereldoorlog I                                      |
| 1918/19 |        |        |        |        |        |                                           |                                           | Geen competitie door Wereldoorlog I                                      |
| 1919/20 | 12     | 12     |        |        |        | Ere Afdeling                              | 9                                         |                                                                          |
| 1920/21 | 6      | 6      |        |        |        | Ere Afdeling                              | 22                                        |                                                                          |
| 1921/22 | 6      | 6      |        |        |        | Ere Afdeling                              | 22                                        |                                                                          |
| 1922/23 | 6      | 6      |        |        |        | Ere Afdeling                              | 29                                        |                                                                          |
| 1923/24 | 4      | 4      |        |        |        | Ere Afdeling                              | 33                                        |                                                                          |
| 1924/25 | 12     | 12     |        |        |        | Ere Afdeling                              | 20                                        |                                                                          |
| 1925/26 |        |        | 1      |        |        | Eerste Afdeling A                         | 45                                        |                                                                          |
|         | I      | I      | II     | III    | P.I    | Vanaf 1926/27 zijn er 3 nationale niveaus | Vanaf 1926/27 zijn er 3 nationale niveaus | Vanaf 1926/27 zijn er 3 nationale niveaus                                |
| 1926/27 | 12     | 12     |        |        |        | Ere Afdeling                              | 21                                        |                                                                          |
| 1927/28 | 11     | 11     |        |        |        | Ere Afdeling                              | 22                                        | Derde met 3 punten in eindronde om het behoud                            |
| 1928/29 | 8      | 8      |        |        |        | Ere Afdeling                              | 26                                        |                                                                          |
| 1929/30 | 13     | 13     |        |        |        | Ere Afdeling                              | 18                                        |                                                                          |
| 1930/31 |        |        | 3      |        |        | Eerste Afdeling                           | 32                                        |                                                                          |
| 1931/32 |        |        | 1      |        |        | Eerste Afdeling B                         | 41                                        |                                                                          |
| 1932/33 | 10     | 10     |        |        |        | Ere Afdeling                              | 20                                        |                                                                          |
| 1933/34 | 13     | 13     |        |        |        | Ere Afdeling                              | 17                                        |                                                                          |
| 1934/35 |        |        | 11     |        |        | Eerste Afdeling A                         | 23                                        |                                                                          |
| 1935/36 |        |        | 8      |        |        | Eerste Afdeling B                         | 23                                        |                                                                          |
| 1936/37 |        |        | 14     |        |        | Eerste Afdeling A                         | 17                                        |                                                                          |
| 1937/38 |        |        |        | 1      |        | Bevordering C                             | 41                                        |                                                                          |
| 1938/39 |        |        | 9      |        |        | Eerste Afdeling A                         | 23                                        |                                                                          |
| 1939/40 |        |        |        |        |        |                                           |                                           | Geen competitie door Wereldoorlog II                                     |
| 1940/41 |        |        |        |        |        |                                           |                                           | Geen competitie door Wereldoorlog II                                     |
| 1941/42 |        |        | 1      |        |        | Eerste Afdeling B                         | 47                                        |                                                                          |
| 1942/43 | 15     | 15     |        |        |        | Ere Afdeling                              | 23                                        |                                                                          |
| 1943/44 |        |        | 3      |        |        | Eerste Afdeling B                         | 38                                        | Ondanks derde plaats toch promotie omwille van uitbreiding Eerste Klasse |
| 1944/45 |        |        |        |        |        |                                           |                                           | Geen competitie door Wereldoorlog II                                     |
| 1945/46 | 4      | 4      |        |        |        | Ere Afdeling                              | 39                                        |                                                                          |
| 1946/47 | 5      | 5      |        |        |        | Ere Afdeling                              | 43                                        |                                                                          |
| 1947/48 | 12     | 12     |        |        |        | Ere Afdeling                              | 26                                        |                                                                          |
| 1948/49 | 10     | 10     |        |        |        | Ere Afdeling                              | 27                                        |                                                                          |
| 1949/50 | 9      | 9      |        |        |        | Ere Afdeling                              | 30                                        |                                                                          |
| 1950/51 | 12     | 12     |        |        |        | Ere Afdeling                              | 26                                        |                                                                          |
| 1951/52 | 15     | 15     |        |        |        | Ere Afdeling                              | 21                                        |                                                                          |
|         | I      | I      | II     | III    | IV     | Vanaf 1952/53 zijn er 4 nationale niveaus | Vanaf 1952/53 zijn er 4 nationale niveaus | Vanaf 1952/53 zijn er 4 nationale niveaus                                |
| 1952/53 |        |        | 9      |        |        | Tweede Klasse                             | 29                                        |                                                                          |
| 1953/54 |        |        | 2      |        |        | Tweede Klasse                             | 39                                        |                                                                          |
| 1954/55 | 15     | 15     |        |        |        | Eerste Klasse                             | 20                                        |                                                                          |
| 1955/56 |        |        | 14     |        |        | Tweede Klasse                             | 25                                        |                                                                          |
| 1956/57 |        |        | 16     |        |        | Tweede Klasse                             | 21                                        |                                                                          |
| 1957/58 |        |        |        | 6      |        | Derde Klasse A                            | 38                                        |                                                                          |
| 1958/59 |        |        |        | 1      |        | Derde Klasse A                            | 46                                        |                                                                          |
| 1959/60 |        |        | 8      |        |        | Tweede Klasse                             | 30                                        |                                                                          |
| 1960/61 |        |        | 14     |        |        | Tweede Klasse                             | 21                                        | Verlies met 2-1 in degradatie-eindronde tegen White Star AC              |
| 1961/62 |        |        |        | 8      |        | Derde Klasse B                            | 32                                        |                                                                          |
| 1962/63 |        |        |        | 5      |        | Derde Klasse A                            | 35                                        |                                                                          |